# Amrita Vishwa Vidyapeetham
 (novembre 2021).
La mise en forme du texte ne suit pas les recommandations de Wikipédia : il faut le « wikifier ».
Les points d'amélioration suivants sont les cas les plus fréquents. Le détail des points à revoir est peut-être précisé sur la page de discussion.
- Les titres sont pré-formatés par le logiciel. Ils ne sont ni en capitales, ni en gras.
- Le texte ne doit pas être écrit en capitales (les noms de famille non plus), ni en gras, ni en italique, ni en « petit »…
- Le gras n'est utilisé que pour surligner le titre de l'article dans l'introduction, une seule fois.
- L'italique est rarement utilisé : mots en langue étrangère, titres d'œuvres, noms de bateaux, etc.
- Les citations ne sont pas en italique mais en corps de texte normal. Elles sont entourées par des guillemets français : « et ».
- Les listes à puces sont à éviter, des paragraphes rédigés étant largement préférés. Les tableaux sont à réserver à la présentation de données structurées (résultats, etc.).
- Les appels de note de bas de page (petits chiffres en exposant, introduits par l'outil «  Source ») sont à placer entre la fin de phrase et le point final[comme ça].
- Les liens internes (vers d'autres articles de Wikipédia) sont à choisir avec parcimonie. Créez des liens vers des articles approfondissant le sujet. Les termes génériques sans rapport avec le sujet sont à éviter, ainsi que les répétitions de liens vers un même terme.
- Les liens externes sont à placer uniquement dans une section « Liens externes », à la fin de l'article. Ces liens sont à choisir avec parcimonie suivant les règles définies. Si un lien sert de source à l'article, son insertion dans le texte est à faire par les notes de bas de page.
- La présentation des références doit suivre les conventions bibliographiques. Il est recommandé d'utiliser les modèles {{Ouvrage}}, {{Chapitre}}, {{Article}}, {{Lien web}} et/ou {{Bibliographie}}. Le mode d'édition visuel peut mettre en forme automatiquement les références.
- Insérer une infobox (cadre d'informations à droite) n'est pas obligatoire pour parachever la mise en page.

Pour une aide détaillée, merci de consulter Aide:Wikification.
Si vous pensez que ces points ont été résolus, vous pouvez retirer ce bandeau et améliorer la mise en forme d'un autre article.
 (novembre 2021).
Le contenu est difficilement compréhensible vu les erreurs de traduction, qui sont peut-être dues à l'utilisation d'un logiciel de traduction automatique.
Amrita Vishwa Vidyapeetham ou Amrita University est une université privée réputée basée à Coimbatore, en Inde. L'université d'enseignement et de recherche multidisciplinaire, multi-campus et accréditée par la NAAC compte actuellement 7 campus avec 16 écoles constitutives dans les États indiens du Tamil Nadu, du Kerala, de l'Andhra Pradesh et du Karnataka, dont le siège est à Ettimadai , Coimbatore, Tamil Nadu.
Il propose un total de 207 programmes de premier cycle, de troisième cycle, de diplôme intégré, de double diplôme et de doctorat en ingénierie et technologie, médecine, commerce, arts et culture, sciences, biotechnologie, sciences agricoles, sciences de la santé connexes, ayurveda, dentisterie, pharmacie, Sciences infirmières, nanosciences, commerce, sciences humaines et sociales, droit, littérature, études spirituelles, philosophie, éducation, développement durable, communication de masse et travail social. L'université est classée 5e meilleure université en Inde selon le National Institutional Ranking Framework (NIRF) 2021 par le gouvernement de l'Inde et également classée 81e au monde par Times Higher Education (THE) Impact Rankings dans l'année 2021.

## Histoire
L'université a été fondée avec l'ouverture de l' école d'ingénierie Amrita à Coimbatore en 1994 par Mata Amritanandamayi Devi, et est gérée par son organisation humanitaire internationale Mata Amritanandamayi Math . En 2003, il est devenu l'un des plus jeunes instituts à être considéré comme une université, lorsqu'il s'est vu conférer ce statut par l'UGC. En 2002, deux campus chacun à Amritapuri et à Bangalore ont été ouverts,.

## Accréditations
L'université a été ré-accréditée par la NAAC avec la note « A ++ » en 2021 et a été classée 4e parmi les universités indiennes et 13e parmi la catégorie globale par le NIRF en 2020. Elle collabore en permanence avec les meilleures universités américaines et européennes, y compris les universités Ivy League  pour des programmes d'échange d'étudiants réguliers, et est devenue l'une des universités privées les mieux classées en Inde, selon le QS World University Rankings  et le classement Times Higher Education. Amrita Schools of Engineering a classé 20th Best Engineering College en Inde par NIRF  en 2020. L'université a reçu le statut d' instituts d'éminence par l'UGC en 2019.

## Campus

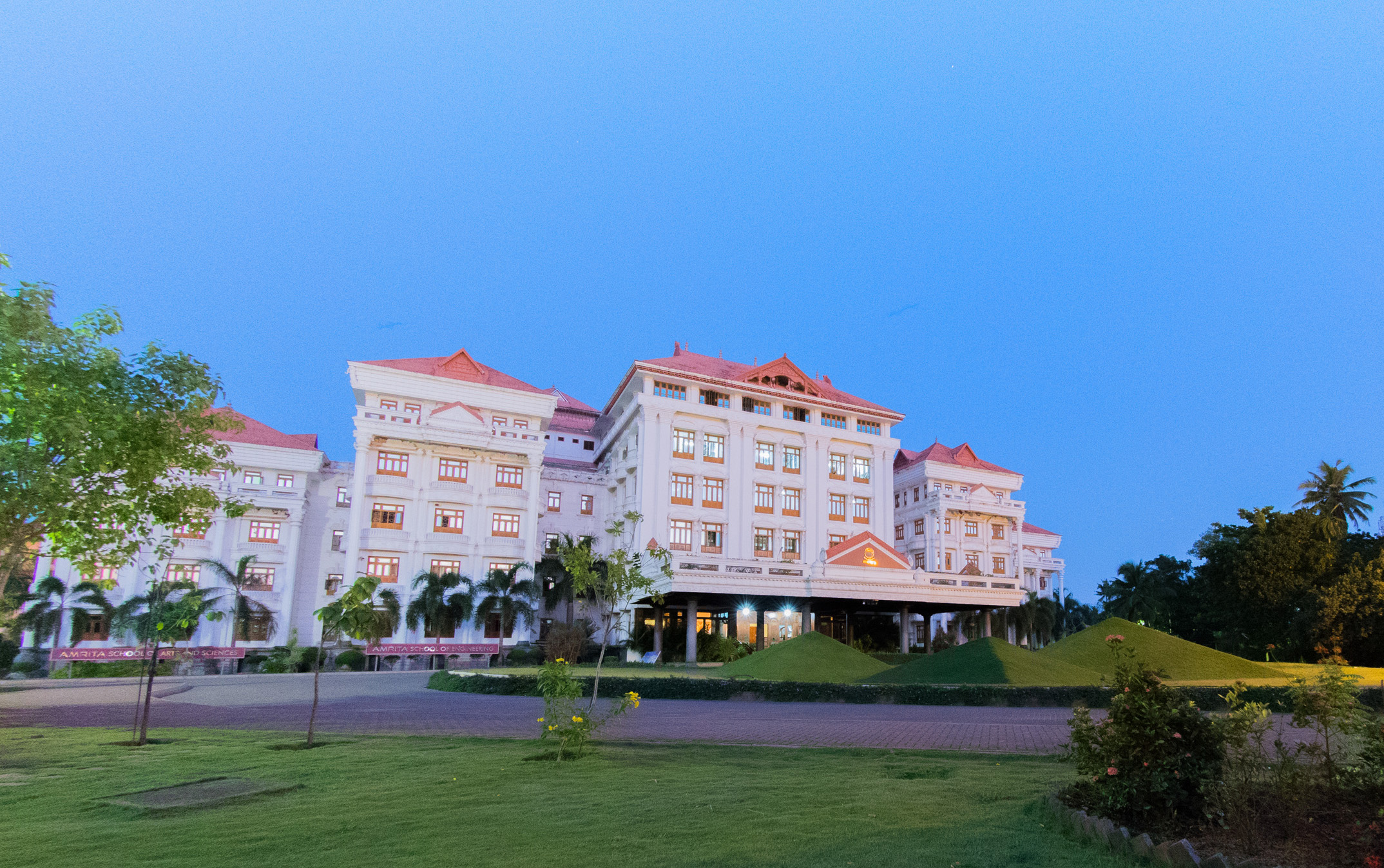
Campus d'Amritapuri

L'université compte six campus, avec 15 écoles constituantes dans des sites ruraux et urbains dans quatre États du sud de l'Inde - Tamil Nadu, Kerala et Karnataka. Le premier à être créé fut le campus de Coimbatore en 1994, avec l'ouverture de l'école d'ingénieurs Amrita à Ettimadai, un village d'environ 20 km à l'est de la ville de Coimbatore. L'Institut Amrita des sciences médicales (AIMS) à Edapally, Kochi, a été inauguré le 17 mai 1998 par le Premier ministre de l'époque, Atal Bihari Vajpayee. Plus tard en 2002, deux campus ont été ouverts, un campus urbain dans la capitale informatique de l'Inde - Bengaluru, et un campus rural dans le village d'Amritapuri, qui abrite également le siège de Mata Amritanandamayi Math qui dirige l'université. En 2019, un campus d'ingénierie a ouvert à Chennai. Actuellement, deux nouveaux campus de soins de santé sont en construction à Faridabad, Haryana  et Amaravati, Andhra Pradesh.
| Campus     | État           | Emplacement              | Fondé | Écoles |
| ---------- | -------------- | ------------------------ | ----- | --- |

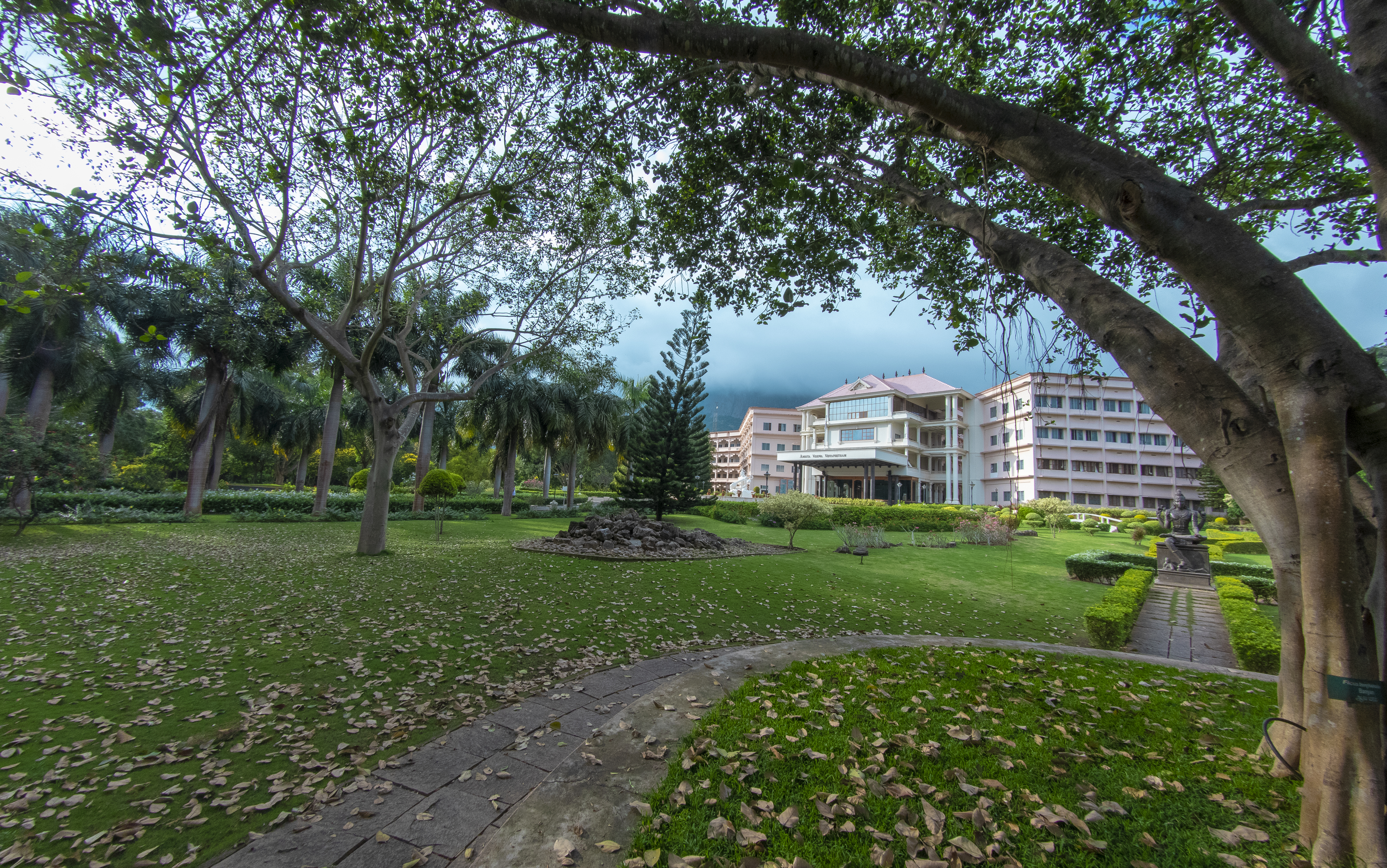
Campus de Coimbatore

| Coimbatore | Tamil Nadu     | Ettimadai, Coimbatore    | 1994  | - École des sciences agricoles - École des arts et des sciences - École de commerce - École d'ingénieurs - École de communication de masse - École de philosophie, arts et culture - École de travail social |
| Amritapuri | Kerala         | Amritapuri, Kollam       | 2002  | - École des arts et des sciences - École d'Ayurvéda - École de commerce - École de biotechnologie - École d'ingénieurs - École de philosophie, arts et culture                                               |
| Bangalore  | Karnataka      | Kasavanahalli, Bangalore | 2002  | - École de commerce - École d'ingénieurs - École de philosophie, arts et culture |
| Chennai    | Tamil Nadu     | Vengal, Chennai          | 2019  | - École d'ingénieurs |
| Cochin     | Kerala         | Edapally, Kochi          | 1998  | - École des sciences paramédicales - École des arts et des sciences - École de commerce - École de médecine dentaire - Ecole de Médecine - École des nanosciences - École d'infirmières - École de pharmacie |
| Mysore     | Karnataka      | Bhogadi, Mysore          | 2002  | - École des arts et des sciences - École d'éducation |
| Amaravati  | Andhra Pradesh | Navuluru, Amaravati      | 2022  | - École d'ingénieurs - Ecole de Médecine - École de commerce - École des arts et des sciences - École des sciences de la santé                                                                               |

### Écoles des arts et des sciences d'Amrita
Les écoles des arts et des sciences proposent des programmes de licence en commerce, licence en gestion des affaires (BBM), licence en applications informatiques (BCA), maîtrise en applications informatiques (MCA) et sont situées à Amritapuri, Kochi, Mysore.

### Écoles de commerce Amrita
L'école de commerce a été créée en 1996 sur le campus de Coimbatore et actuellement sur 4 campus - Coimbatore, Bangalore, Kochi, Amritapuri (Kollam) . L'école propose un programme de MBA résidentiel de deux ans accrédité par l' AACSB. En outre, il propose un programme de double diplôme menant à une maîtrise en technologies de l'information et à un MBA en collaboration avec l'Université d'État de New York à Buffalo, pour les professionnels travaillant sur le campus de Bangalore. Les membres du corps professoral sont titulaires d'un MBA et d'un doctorat d'universités étrangères réputées telles que l'Université de Californie, Berkeley, l'Université Cornell, la NYU Stern School of Business, l'Université du Texas à Austin et la Kellogg School of Management.

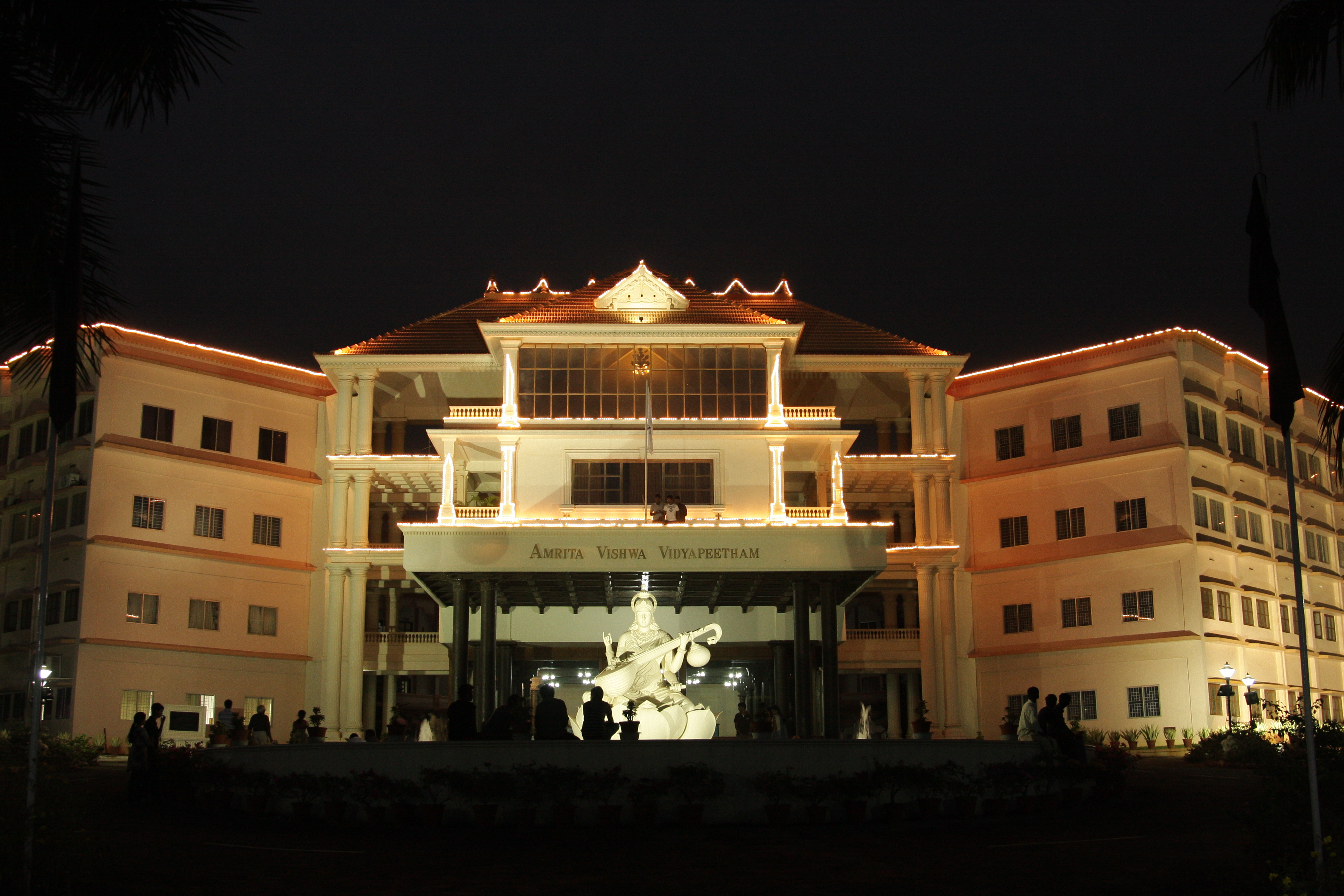
Vue de nuit sur la statue de Sarasvati.

### École de biotechnologie Amrita
L'école a débuté en septembre 2004 et propose un B.Sc. et M.Sc. en biotechnologie, B.Sc. et M.Sc. en microbiologie et M.Sc. en bioinformatique, ainsi qu'un doctorat. programmes diplômants. Ses recherches couvrent un large spectre, notamment la biologie cellulaire, la biologie moléculaire, la biologie du cancer, l'ingénierie des lignées cellulaires, la cicatrisation des plaies, les neurosciences computationnelles, la neurophysiologie, la phytochimie, le génie biomédical, la protéomique, l'ARNi, la chimie analytique, les venins de serpent, la biotechnologie de l'assainissement.
L'école de biotechnologie Amrita est approuvée en tant que centre de pertinence et d'excellence (CORE) en technologie biomédicale dans le cadre des programmes REACH du ministère des sciences et de la technologie du gouvernement indien. L'École de biotechnologie a été sélectionnée par le DBT-BIRAC (gouvernement indien) et la Fondation Bill & Melinda Gates comme l'un des six principaux innovateurs en Inde pour développer des solutions d'assainissement de nouvelle génération utilisant des bactériophages et d'autres agents de biocontrôle,.

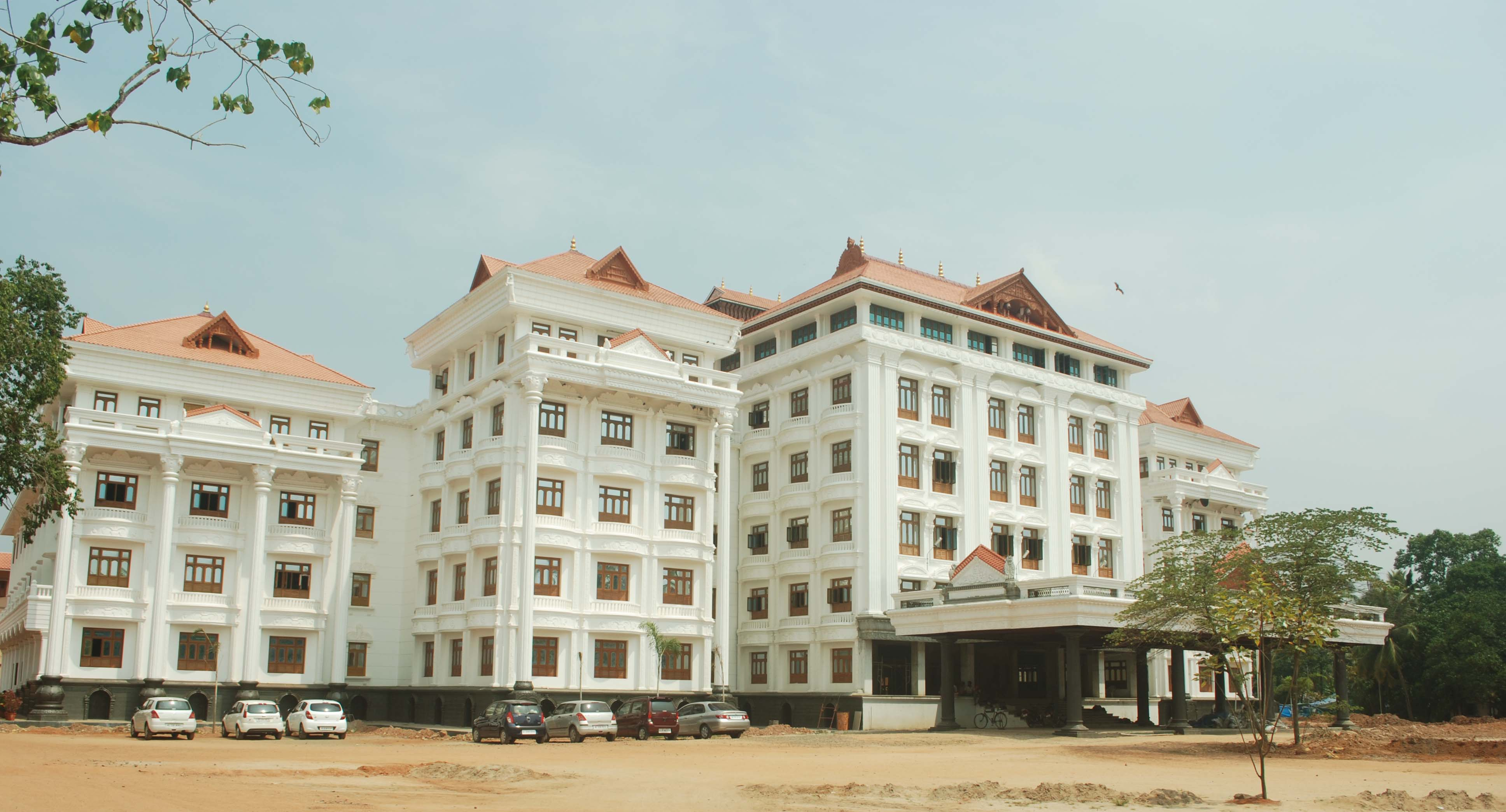
Amrita Vishwa Vidyapeetham - Kollam

### École de communication Amrita
L'école propose des programmes d'études (BA et MA) en communication. Le cours aide à préparer les étudiants à des carrières dans le journalisme, les nouveaux médias /animation, la réalisation de courts métrages et la publicité. Il s'inspire des lignes directrices de l'UNESCO. L'université d'Amrita a été l'une des premières universités indiennes à adopter le programme d' études modèle de l'UNESCO.

### Écoles d'ingénieurs d'Amrita
L'université possède des écoles d'ingénieurs dans 4 de ses 6 campus et propose des programmes de premier cycle, de troisième cycle et de doctorat dans les domaines de l' informatique et de l'ingénierie, de l'ingénierie électronique et des communications, de l'ingénierie électrique et électronique, des technologies de l'information et des communications, de l'intelligence artificielle, de la mécanique ingénierie, Génie civil, Génie chimique et Génie aérospatial. L' école d'ingénierie Amrita de Coimbatore est antérieure à l'université elle-même car elle est devenue le premier établissement d'enseignement supérieur d'Amrita à être créé lors de son ouverture en 1994, alors que l'université a reçu son statut d'université réputée en 2003. Les écoles d'ingénieurs d'Amrita ont été classées 16e parmi les écoles d'ingénieurs en Inde par le NIRF en 2021. Les autres campus incluent Bengaluru, Amritapuri, Chennai et Amaravati. L'admission aux programmes B.Tech est basée sur l'examen d'entrée en ingénierie Amrita (AEEE)  et JEE principal et l'admission aux programmes M.Tech est basée sur le test d'aptitude aux études supérieures en ingénierie (GATE).
Les cinq écoles offrent B.Tech., M.Tech. et Ph.D. programmes d'études et le campus de Kochi propose M.Tech. en nano-médecine, médecine moléculaire et nanotechnologie et énergies renouvelables.

### Campus de soins de santé d'Amrita
Rattaché à l' Institut des sciences médicales et du centre de recherche Amrita, se trouve un hôpital superspécialisé de 1 300 lits à Kochi. C'est le campus initial de la santé de l'université. Une deuxième faculté de médecine et un campus hospitalier de 2 000 lits ont été créés à Delhi le 9 mai 2016. Les écoles de médecine d'Amrita et le département d'administration hospitalière proposent des MHA (maîtrise en administration hospitalière), des sciences de la santé, des soins infirmiers, de la pharmacie et de la dentisterie sur ce campus. Ils offrent respectivement MBBS, baccalauréat ès sciences ( sciences infirmières ), les programmes de premier cycle en pharmacie / diplômés et baccalauréat en chirurgie dentaire programmes d'études.
L' École de médecine propose des programmes d'études supérieures, y compris M.Sc. dans les disciplines, Diplomate of National Board (DNB) et PhD. En 2008, le premier groupe d'étudiants MBBS a obtenu son diplôme avec APJ Abdul Kalam présidant la cérémonie de remise des diplômes.

## Classements
Amrita Vishwa Vidyapeetham a été classée 801 à 1 000 dans le monde par le classement mondial des universités du Times Higher Education de 2021  Le classement mondial des universités QS de 2020 l'a classé dans la bande 261 à 270 en Asie. Il était classé 5e en Inde parmi les universités , 12e dans la catégorie globale, 16e en ingénierie, 12e en pharmacie, 13e en dentaire, 29e en recherche  et 6e parmi les facultés de médecine par le National Institutional Ranking Framework en 2021. Le gouvernement indien a accordé à l'université le statut d' Institute of Eminence.